# 国共谈判旧址
国共谈判旧址，位于山东省枣庄市峄城区，是中华人民共和国山东省文物保护单位之一。
2006年12月7日，授予山东省文物保护单位，是一座近现代重要史迹及代表性建筑。